# Kesimantengah
Kesimantengah is een bestuurslaag in het regentschap Mojokerto van de provincie Oost-Java, Indonesië. Kesimantengah telt 2489 inwoners (volkstelling 2010).